# Général inconnu
Général inconnu (Generale ignoto) est une nouvelle de Dino Buzzati, faisant partie du recueil Le K, publié en 1966.

## Résumé
Sur un ancien champ de bataille, on découvre le cadavre d'un général que personne ne connaît sous une mince couche de sable. Oubliée des hommes, la dépouille part en poussière.  

## Thème
Le thème de la nouvelle est celui du souvenir. Le récit illustre la trace précaire que laisse un homme, à savoir si, par l'exhumation de son corps, ce général connaîtra une nouvelle gloire ou si, au contraire, il restera négligé par la mémoire des hommes.